# Robert Kirkland Henry
Robert Kirkland Henry, född 9 februari 1890 i Jefferson i Wisconsin, död 20 november 1946 i Madison i Wisconsin, var en amerikansk demokratisk politiker. Han var ledamot av USA:s representanthus från 1945 fram till sin död.
Henry studerade vid University of Wisconsin–Madison och var verksam inom bankbranschen. Han tjänstgjorde som Wisconsins finansminister 1933–1937. År 1945 efterträdde han Harry Sauthoff som kongressledamot. Henry avled i ämbetet och efterträddes av Glenn Robert Davis. Henry gravsattes på Greenwood Cemetery i Jefferson.